# Barra Bonita (São Paulo)
Barra Bonita is een gemeente in de Braziliaanse deelstaat São Paulo. De gemeente telt 36.214 inwoners (schatting 2009).

## Geografie

### Hydrografie
De plaats ligt aan de rivier de Tietê. Samen met het stuwmeer Represa de Barra Bonita maakt het deel uit van de gemeentegrens.

### Aangrenzende gemeenten
De gemeente grenst aan Igaraçu do Tietê, Jaú, Macatuba, Mineiros do Tietê en São Manuel.

## Geboren
- Diego Carlos Santos Silva, (1993) voetballer